# Suzzanna
Suzzanna, właśc. Suzzanna Martha Frederika van Osch (ur. 13 października 1942 w Buitenzorgu, zm. 15 października 2008 w Magelang) – indonezyjska aktorka filmowa, znana z wcielania się w role duchów, czarownic i innych nadprzyrodzonych istot. Została okrzyknięta mianem „królowej indonezyjskiego horroru”.

## Filmografia
- Asrama Dara (1958)
- Bertamasja (1959)
- Mira (1961)
- Aku Hanja Bajangan (1963)
- Antara Timur dan Barat (1963)
- Segenggam Tanah Perbatasan (1965)
- Suzie (1966)
- Bernafas dalam Lumpur (1970)
- Tuan Tanah Kedawung (1970)
- Air Mata Kekasih (1971)
- Beranak dalam Kubur (1971)
- Napsu Gila (1973)
- Bumi Makin Panas (1973)
- Ratapan dan Rintihan (1974)
- Pulau Cinta (1978)
- Permainan Bulan Desember (1980)
- Ratu Ilmu Hitam (1981)
- Sundel Bolong (1981)
- Lembah Duka (1981)
- Sangkuriang (1982)
- Nyi Blorong (1982)
- Nyi Ageng Ratu Pemikat (1983)
- Perkawinan Nyi Blorong (1983)
- Telaga Angker (1984)
- Dia Sang Penakluk (1984)
- Usia dalam Gejolak (1984)
- Ratu Sakti Calon Arang (1985)
- Bangunnya Nyi Roro Kidul (1985)
- Petualangan Cinta Nyi Blorong (1986)
- Malam Jumat Kliwon (1986)
- Samson dan Delilah (1987)
- Ratu Buaya Putih (1988)
- Santet (1988)
- Malam Satu Suro (1988)
- Wanita Harimau (Santet II) (1989)
- Pusaka Penyebar Maut (1990)
- Titisan Dewi Ular (1990)
- Perjanjian di Malam Keramat (1991)
- Ajian Ratu Laut Kidul (1991)
- Hantu Ambulance (2008)